# Васіліс Папагеоргопулос
Васіліс Папагеоргопулос (грец. Βασίλης Παπαγεωργόπουλος, 27 червня 1947, Салоніки) — грецький спортсмен та політик, мер міста Салоніки.

## Біографія
Зробив спортивну кар'єру як спринтер, володар бронзової медалі з бігу на 100 метрів 1971 року на Чемпіонаті Європи з легкої атлетики, того ж року виборов золото на Середземноморських іграх в Ізмірі.
Його особистий рекордний час 10,22 секунди встановлено в серпні 1972 року в Ізмірі. Цей час ставить його на 12 сходинку серед грецьких спринтерів на 100 метрів за Ангелосом Павлакісом, Арістотелем Гавеласом, Христофоросом Хоїдісом, Александросом Єновелісом, Хараламбосом Пападіасом, Константіносом Кентерісом, Алексісом Алексопулосом, Панайотісом Саррісом, Георгіосом Теодорідісом, Theodoridis, Герогіососм Панайотопулосом і Александросом Терзіаном.
На Олімпіаді 1976 року в Монреалі Васіліс Папагеоргопулос був прапороносцем національної олімпійської збірної Греції під час Параду націй на церемонії відкриття Олімпіади.
Політичну кар'єру розпочав 1978 року, коли був обраний в Раду міста Салоніки, одночасно Васіліс Папагеоргопулос практикував як стоматолог до 1981 року, допоки не був обраний членом парламенту Греції, представляючи місто Салоніки від партії Нова демократія. Обіймає посаду мера міста Салоніки з 1 січня 1999 року.
На місцевих виборах 2010 року Васіліс Папагеоргопулос поступився Яннісу Бутарісу, кандидату від ПАСОК.

### Ув'язнення
2010 року Васіліса Папагеоргопулоса звинуватили у низці порушень закону під час перебування на посаді мера Салонік, у тому числі розкраданні 30 мільйонів євро. Нова адміністрація Янніса Бутаріса повідомила наприкінці 2010 року, що борг муніципалітету Салоніки перевищив 50 мільйонів євро.
27 лютого 2013 року Апеляційний суд прийняв пропозицію прокурора і засудив Васіліса Папагеоргопулоса до довічного ув'язнення, а також Панайотіса Саксоніса та Міхаліса Лемусіаса як співучасників, за розкрадання 17.9 млн євро коштів муніципалітету.